# DDL intercettazioni
DDL intercettazioni (итал. «Закон о прослушивании») — законопроект, рассмотренный с 2008 по 2010 годы парламентом Италии.
Законопроект был предложен правительством Берлускони и внесён на рассмотрение парламента министром юстиции Италии Анджелино Альфано 30 июня 2008 года; 11 июня 2009 года он был принят в первом чтении Палатой депутатов, а 10 июня 2010 года — с поправками Сенатом В Сенате принятие законопроекта было увязано с вотумом доверия правительству; за проголосовало 164 сенатора (из 315), против — 5, большинство представителей оппозиции не приняло участие в голосовании.
Законопроект разрешает прослушивание только в случаях, когда за преступление предусмотрено наказание не менее 5 лет тюремного заключения; максимальный срок прослушивания ограничен 75 днями, за исключением дел, связанных с мафией и терроризмом; запрещается установка подслушивающих устройств в домах и автомобилях подозреваемых.
Правительство Берлускони аргументирует необходимость принятия закона тем, что судьи и прокуратура неоправданно часто используют прослушивание, а средства массовой информации злоупотребляют публикацией результатов прослушивания; в результате получается то, что Берлускони назвал «порно-политикой» — репутация человека оказывается испорченной задолго до судебного решения по его делу. Оппозиция, представители правоохранительных органов и СМИ считают, что предложенные ограничения затормозят расследования и не позволят СМИ информировать общество по важным для него вопросам.

## Протесты против законопроекта
9 июля 2010 года средства массовой информации Италии провели забастовку против принятия законопроекта. Основной её причиной стало положение, согласно которому в случае опубликования материалов прослушивания ответственность несут не только разгласившие информацию, но и опубликовавшие её журналисты и издатели — для издателей предусмотрен штраф до 465 тысяч евро, а для журналистов возможно тюремное заключение. Главные редакторы многих ряда крупнейших изданий Италии расценили законопроект как ограничивающий свободу печати, а журналисты окрестили его «законом-кляпом».
4 октября 2011 года итальянский раздел Википедии был закрыт на двое суток — со всех страниц шло перенаправление на страницу с заявлением (итал.). Причиной протеста стало положение законопроекта, согласно которому любой посчитавший, что какая-либо информация на интернет-ресурсе наносит вред его репутации, может потребовать её изменения без каких-либо комментариев; такое требование (без всякого решения суда) должно быть выполнено в течение 48 часов после обращения, а в случае несоблюдения может быть наложен штраф до 12 тысяч евро. В заявлении было сказано, что принятие такой нормы «является неприемлемым ограничением свободы и независимости Википедии».